# Federico Haffner
Federico Haffner, nascido em Pilar. (Buenos Aires, 9 de novembro de 1986) é um guitarrista de Blues, compositor argentino.

## Biografia
Federico Abelardo Meza Haffner, mais conhecido,como Haffner, nasceu em 9 de Novembro de 1986 em Buenos Aires,na Argentina.
Haffner é um professor acadêmico, produtor musical, compositor e agora está fadado ao jazz e guitarra de blues, uma reminiscência de estilos diferentes.

## A guitarra
- Iniciou utilizando uma Fender Stratocaster
- Passou a utilizar uma Gibson Les Paul Tradicional Pro.

## Discografia
- HaffnerZ (2012) Argentina.
- HaffnerY (2012) Argentina.
- HaffnerX (2012) Brasil.